# Michael Ball (futbolista)
Michael John Ball (Liverpool, Inglaterra, 2 de octubre de 1979) es un exfutbolista inglés que jugaba de defensa.

## Trayectoria
Debutó en la Premier League jugando con el Everton F. C. En 2007 volvió de nuevo al fútbol inglés, tras su paso por el PSV Eindhoven neerlandés, como jugador del Manchester City F. C., por aquel entonces entrenado por Sven Göran Eriksson, quien lo hizo debutar con la selección inglesa.

## Selección nacional
Fue internacional con la selección de fútbol de Inglaterra en una ocasión.

## Clubes
| Club                  | País         | Año       |
| --------------------- | ------------ | --------- |
| Everton F. C.         | Inglaterra   | 1996-2001 |
| Rangers F. C.         | Escocia      | 2001-2005 |
| PSV Eindhoven         | Países Bajos | 2005-2007 |
| Manchester City F. C. | Inglaterra   | 2006-2009 |
| Leicester City F. C.  | Inglaterra   | 2011-2012 |

## Palmarés

### Títulos nacionales
| Título                     | Club          | País         | Año  |
| -------------------------- | ------------- | ------------ | ---- |
| Copa de la Liga de Escocia | Rangers F. C. | Escocia      | 2002 |
| Copa de Escocia            | Rangers F. C. | Escocia      | 2002 |
| Copa de la Liga de Escocia | Rangers F. C. | Escocia      | 2003 |
| Premier League de Escocia  | Rangers F. C. | Escocia      | 2003 |
| Copa de Escocia            | Rangers F. C. | Escocia      | 2003 |
| Copa de la Liga de Escocia | Rangers F. C. | Escocia      | 2005 |
| Premier League de Escocia  | Rangers F. C. | Escocia      | 2005 |
| Eredivisie                 | PSV Eindhoven | Países Bajos | 2006 |